# Mary Boland

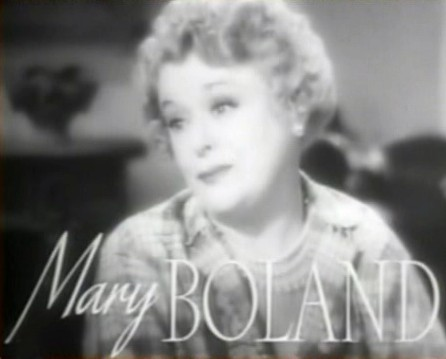
Mary Boland en The Women (Mujeres) (1939)

Mary Boland (Filadelfia, 28 de enero de 1880 – Nueva York, 23 de junio de 1965) fue una actriz teatral y cinematográfica estadounidense.

## Biografía
Su nombre completo era Marie Anne Boland, y nació en Filadelfia (Pensilvania). Era la hija de William Boland, un actor, y su esposa Mary Cecilia Hatton. Tuvo una hermana mayor llamada Sara. 
Boland ya actuaba en el teatro a los quince años de edad, y debutó en Broadway en 1907 con la obra The Ranger, junto a Dustin Farnum. Actuó en once producciones en Broadway, destacando su trabajo con John Drew, Jr., antes de iniciarse en el cine mudo con Triangle Film Corporation en 1915. Tras interpretar nueve películas, dejó el cine en 1920 para volver al teatro, actuando de nuevo en diversas representaciones en Broadway. 
El mayor éxito de Boland en el teatro en la década de 1920 tuvo lugar con la comedia The Cradle Snatchers (1925-26), en la cual trabajaba junto a Edna May Oliver, Margaret Dale y Humphrey Bogart, en uno de sus primeros papeles.

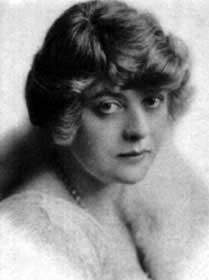
Mary Boland (hacia 1915) durante su permanencia en el cine mudo

Tras una ausencia de once años, en 1931 volvió a Hollywood para trabajar bajo contrato de Paramount Pictures. Consiguió mucho más éxito con este segundo intento, pasando a ser una de las actrices de carácter más famosas de los años treinta, siempre interpretando papeles de importancia e, incluso en varias ocasiones, siendo protagonista, destacando en esta faceta una serie de comedias junto a Charles Ruggles. 
Entre los filmes que interpretó figuran Ruggles of Red Gap, The Big Broadcast of 1936, Danger - Love at Work, Nothing But Trouble y Julia Misbehaves. Es quizás más recordada por su interpretación de la Condesa DeLave en Mujeres (1939) y de Mrs. Bennett en Pride and Prejudice (Más fuerte que el orgullo) (1940). 
Durante el resto de su carrera Boland combinó el cine con la televisión, además de trabajos teatrales como el musical de Cole Porter de 1935 Jubilee', actuando por última vez en Broadway en 1954, a los setenta y cuatro años de edad. Esa obra, Lullaby, no tuvo éxito. Su última interpretación tuvo lugar en 1955, en una adaptación televisiva de Mujeres, en la que retomaba su papel. 
Boland nunca se casó ni tuvo hijos. Falleció en la ciudad de Nueva York a causa de un infarto agudo de miocardio en 1965, siendo enterrada en el Cementerio Forest Lawn Memorial Park de Glendale (California). Por su contribución a la industria cinematográfica recibió una estrella en el Paseo de la Fama de Hollywood, en el 6150 de Hollywood Boulevard.